# Epilampra abdomennigrum
Epilampra abdomennigrum är en kackerlacksart som först beskrevs av De Geer 1773.  Epilampra abdomennigrum ingår i släktet Epilampra och familjen jättekackerlackor. Inga underarter finns listade i Catalogue of Life.